# 에스더 맥베이

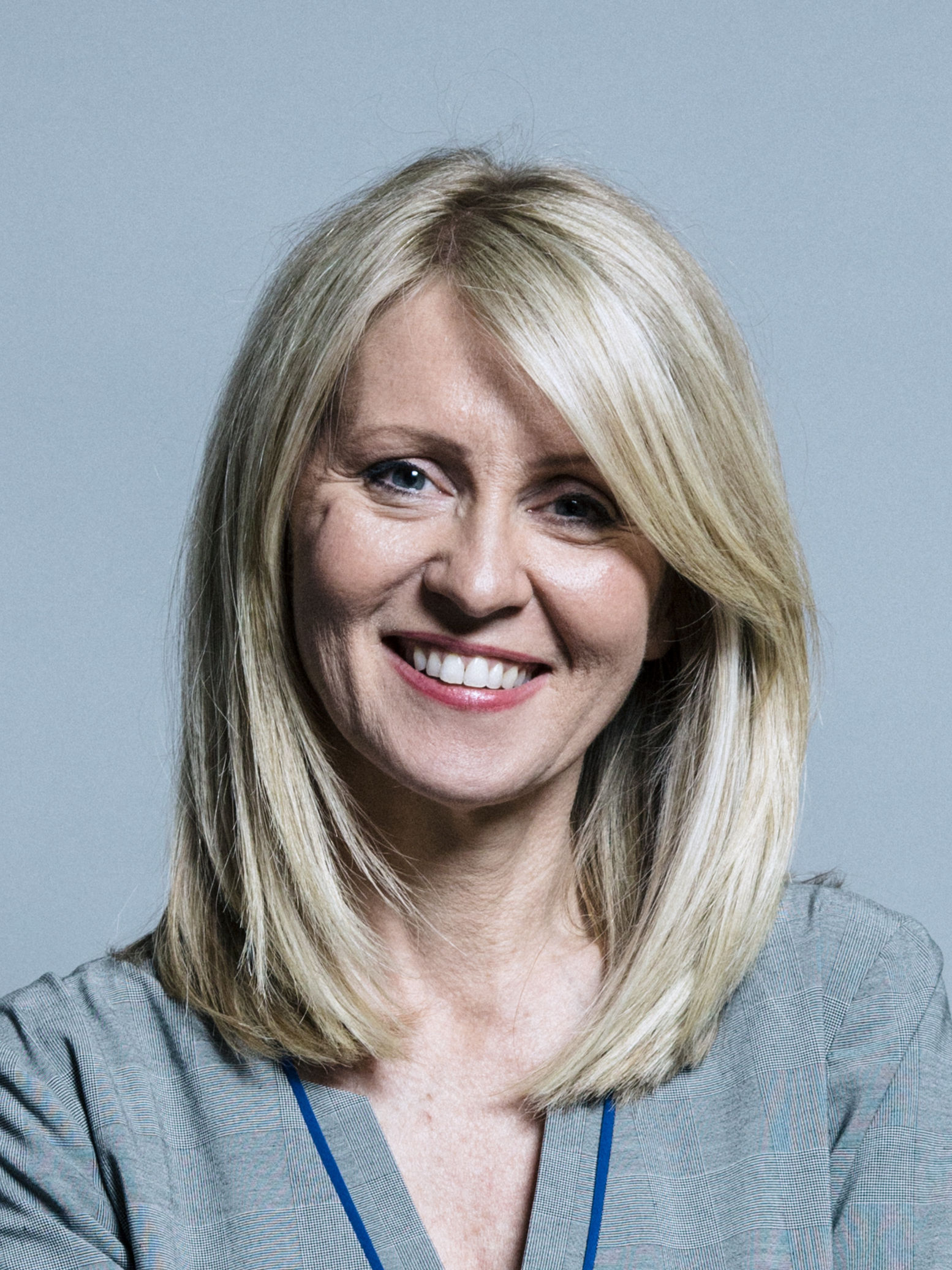
에스더 맥베이

에스더 루이즈 맥베이(영어: Esther Louise McVey, 1967년 10월 24일 ~ )는 영국의 정치인으로, 당적은 보수당이다. 2017년 이래 태턴 선거구의 국회의원이며, 2019년 이래 주택공동체지방정부부 장관을 역임하고 있다. 일전에 2014년부터 2015년까지 국가고용부 장관을 지냈으며, 2018년 노동연금부 장관직을 맡은 경력이 있다.
2010년 위럴웨스트 선거구에 출마해 당선되어 처음으로 원내에 진입했으나, 2015년 낙선한 이후 2년 간을 원외에서 영국 교통경찰국장으로 활동했다. 2017년 총선 때 태턴 선거구(조지 오즈번 전 재무장관의 지역구)에 출마해 원내에 복귀했다.
정계 입문 전에는 사업가 및 텔레비전 진행자로 활동했으며, 이몬 홈즈와 함께 GMTV를 진행한 바 있다. 2012년부터 2013년까지 보수당-자유민주당 연정의 장애인부 원내국무차관을 지냈으며, 2013년부터 2015년까지 노동연금부 국무장관을 역임했다. 2014년 2월 추밀원 소속이 되었으며, 동년 개각 때 고용부 장관이 되었다.
2017년부터 2018년까지 제2차 테리사 메이 내각의 원내부총무를 지냈으며, 2018년 1월 8일 노동연금부 장관으로 임명되었으나 11월 15일 브렉시트 협상 및 철회 반대를 이유로 사퇴했다. 2018년 7월 심계서장은 맥베이가 유니버설 크레딧 계획을 두고 여론을 호도했으며, 본디 심계서 보고서에는 발표가 중단되어야 한다고 적혀 있었으나 실제로는 빨리 발표되었어야 한다고 밝혔다. 이에 맥베이는 7월 4일 국회에 사과했으며, 장관직 사퇴 압박을 받았다.
2019년 6월 차기 전당대회 출마를 선언했으나, 1차에서 9표를 얻어 꼴찌를 기록해 탈락했다.